# Filialkirche Schranawand

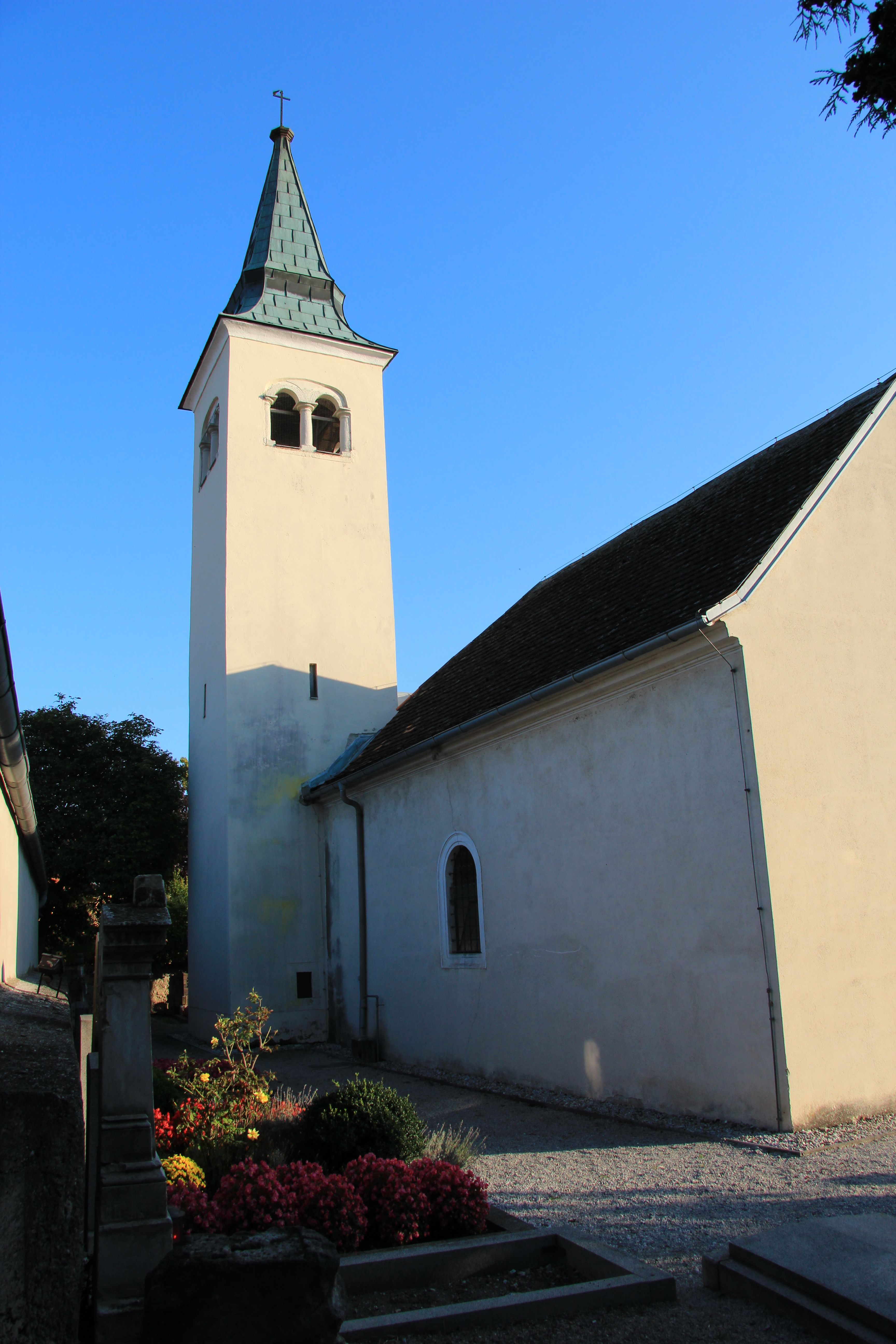
Kath. Filialkirche hl. Georg in Schranawand

Die römisch-katholische Filialkirche Schranawand steht im Ort Schranawand in der Stadtgemeinde Ebreichsdorf in Niederösterreich. Die Kirche Hl. Georg gehört zum Dekanat Weigelsdorf im Vikariat Unter dem Wienerwald in der Erzdiözese Wien. Die Kirche und die Friedhofsmauer stehen unter Denkmalschutz. 

## Geschichte
Der Ort wird 1120 als Scranwat erstmals urkundlich genannt, als die Grenzen der Mutterpfarre Traiskirchen beschrieben wurde. 1320 darf Ulrich von Schranewaten eine Kirche errichten. Bis zum 15. Jahrhundert war die Pfarre selbstständig, dann bei Ebreichsdorf und ab 1721 bei Unterwaltersdorf.

## Architektur
Die frühgotische Kirche ist noch vom Friedhof umgeben. Sie besteht aus einem Langhaus und einem eingezogenen Chorquadrat. Nordseitig ist ein 1976 freigelegtes Lanzettfenster mit Spitzbogen, teilweise gibt es auch barocke Rundfenster. Der Nordturm mit Schlitzfenstern hat ein Schallgeschoß mit toskanischen Säulen und einen geschwungenen Spitzhelm (erneuert im 19. Jahrhundert).
Inneres
Bei Restaurierungsarbeiten in den 1970er Jahren wurden Fresken an der Stirnseite des Chores entdeckt. Sie stammen aus der Zeit der Erbauung der Kirche (1320/1330). Dargestellt sind die Hl. Maria mit dem Jesuskind und die Hl. Katharina. Zwei Sakramentshäuschen mit ornamentalen Rahmungen wurden ebenso freigelegt. 